# Martin Rios
Pour les articles homonymes, voir Rios.
Martin Rios, né le 24 mai 1981, est un curleur suisse. Il a remporté le titre de Champion du monde en 2012 et en 2017 dans la catégorie du double mixte. Il a également remporté l'argent du tournoi de double mixte des Jeux olympiques d'hiver de 2018 avec sa compatriote Jenny Perret.